# Andrea Barattin
Andrea Barattin (Treviso, 11 maggio 1972) è un ex rugbista a 15 italiano, di ruolo terza linea, e dirigente sportivo, attualmente presidente del Grifoni Rugby Club di Oderzo.
Cresciuto nella Benetton, veste anche le maglie di Tarvisium, Rovigo, San Donà e Oderzo. 
Raccolse tre presenze in nazionale esordendo il 23 ottobre 1996 nell'incontro perso contro l'Australia, subentrando a Walter Cristofoletto. Nell'ultima presenza, contro la Danimarca il 1º novembre 1997, mette a segno anche una meta.
Dopo il ritiro, diventa direttore sportivo dell'Oderzo dal 2008 al 2012, ed allena le giovanili del Grifoni Oderzo di cui diventa anche presidente.